# Небесный меч
Небесный меч (англ. Heavenly Sword) — анимационный компьютерный фильм в жанре приключенческого боевика, основанный на одноимённой игре от Ninja Theory и Sony Computer Entertainment. Релиз фильма состоялся в 2014 году в цифровом и театральном формате в отдельных регионах.

## Сюжет
Главная героиня — Нарико, дочь вождя клана, оберегавшего Небесный Меч. Нарико росла без отцовской любви.
В течение всей своей жизни Нарико знала о проклятии Небесного меча, её ненавидели все её соплеменники, а её жизнь всегда была под угрозой из-за царя Бохана. И вот однажды в разрушенной крепости, где провело очередную неспокойную ночь племя Нарико, предводитель племени решил, что пора передать Небесный меч своей дочери. На следующее утро эту крепость атаковали осадные машины Бохана. Воспользовавшись оставшимся осадным орудием, Нарико защищала крепость сколько могла чтобы прикрыть отступающих соплеменников. В конце концов, она бежала.
Далеко уйти ей не удалось, и вскоре она встретилась лицом к лицу с самим царем Боханом. Он захватил в плен её отца. Не выдержав этого зрелища, Нарико решает взять Небесный меч в свои руки. Она приняла на себя проклятье этого меча, чтобы спасти своё племя.

## В ролях
- Анна Торв — Нарико, хозяйка Небесного Меча.
- Альфред Молина — Бохан, главный антагонист
- Томас Джейн — Локи, брат Нарико.
- Эшли Болл — Кай, сводная сестра Локи и Нарико
- Бэрри Деннен — Летающий Лис, один из слуг Бохана.
- Нолан Норт — Кио, предатель племени.
- Рене Гирлингс — старуха, мать Локи.